# فیل آلدن رابینسون
فیل آلدن رابینسون (انگلیسی: Phil Alden Robinson؛ زادهٔ ۱ مارس ۱۹۵۰) کارگردان و فیلم‌نامه‌نویس اهل ایالات متحده آمریکا است.
از فیلم‌ها یا مجموعه‌های تلویزیونی که وی در آن‌ها نقش داشته است، می‌توان به کشمکش خوب اشاره نمود.